# Evklid-Eulerjev izrek
Evklid-Eulerjev izrek je v matematiki izrek, ki povezuje popolna števila z Mersennovimi praštevili. Izrek pravi, da ima vsako sodo popolno število obliko:
{\displaystyle 2^{p-1}\left(2^{p}-1\right)\!\,,}
kjer je {\displaystyle 2^{p}-1\!\,} praštevilo. Imenuje se po Evklidu in Leonhardu Eulerju.
Domneva se, da obstaja neskončno mnogo Mersennovih praštevil. Čeprav pravilnost te domneve ostaja neznana, je po Evklid-Eulerjevemu izreku enakovredna domnevi o obstoju neskončno mnogo lihih popolnih števil. Ni znano tudi ali obstaja vsaj eno sodo popolno število.

## Vsebina
Popolno število je naravno število, ki je enako vsoti njegovih pravih deliteljev – števil, ki so manjša od samega števila in ga delijo. Pravi delitelji števila 6 so na primer 1, 2 in 3, njihova vsota pa je enaka 6, tako da je 6 (najmanjše) popolno število. Naslednje popolno število je 28. Mersennovo praštevilo je praštevilo oblike {\displaystyle M_{p}=2^{p}-1\!\,}. Da je število te oblike praštevilo, mora tudi {\displaystyle p\!\,} sam biti praštevilo. Evklid-Eulerjev izrek pravi, da je sodo naravno število popolno, če in samo če je oblike:
{\displaystyle 2^{p-1}M_{p}\!\,,}
kjer je {\displaystyle M_{p}\!\,} Mersennovo praštevilo.

## Zgodovina
Evklid je dokazal, da je {\displaystyle 2^{p-1}\left(2^{p}-1\right)\!\,} sodo popolno število, kadar je {\displaystyle M_{p}\equiv 2^{p}-1\!\,} praštevilo. (Evklid, prop. IX.36). To je zadnji rezultat iz teorije števil v njegovih Elementih – kasnejše knjige Elementov vsebujejo iracionalna števila, geometrijo teles in zlati rez. Evklid je izrazil rezultat v obliki, da če ima končna geometrična vrsta s prvim členom enakim 1 in razmerjem enakim 2 praštevilsko vsoto {\displaystyle P\!\,}, je vsota, pomnožena z zadnjim členom vsote {\displaystyle T\!\,}, popolno število. Vsota končne vrste {\displaystyle P\!\,}, izražena s temi členi, je Mersennovo praštevilo {\displaystyle M_{p}=2^{p}-1\!\,}, zadnji člen {\displaystyle T\!\,} vrste pa je potenca dveh {\displaystyle 2^{p-1}\!\,}. Evklid je dokazal, da je  {\displaystyle PT\!\,} popolno število, kjer je opazil, da je geometrična vrsta z razmerjem 2 s prvim členom pri {\displaystyle P\!\,} in enakim številom členov sorazmerna z izvirno vrsto – zato, ker je vsota izvirne vrste enaka {\displaystyle P=2T-1\!\,}, je vsota druge vrste enaka {\displaystyle P(2T-1)=2PT-P\!\,}, obe vrsti skupaj pa dajo vsoto {\displaystyle 2PT\!\,}, dvakratnik predvidenega popolnega števila. Ti dve vrsti pa sta nepovezani druga od druge in (po praštevilskosti {\displaystyle P\!\,}) izčrpata vse delitelje {\displaystyle PT\!\,}, tako da ima {\displaystyle PT\!\,} delitelje, katerih vsota je {\displaystyle 2PT\!\,}, in kar kaže, da je popolno število.
Tisoč let po Evklidu je Ibn al-Haitam okoli leta 1000 domneval, da je vsako sodo popolno število oblike {\displaystyle 2^{p-1}\left(2^{p}-1\right)\!\,}, kjer je {\displaystyle 2^{p-1}\!\,,} praštevilo, vendar tega ni mogel dokazati.
V 18. stoletju je Euler dokazal, da bo formula {\displaystyle 2^{p-1}\left(2^{p}-1\right)\!\,} dala vsa soda popolna števila. Tako obstaja enolična povezava med sodimi  popolnimi števili in Mersennovimi praštevili – vsako Mersennovo praštevila tvori eno sodo popolno število in obratno.

## Dokaz
Eulerjev dokaz je kratek in je odvisen od dejstva, da je funkcija vsote deliteljev {\displaystyle \sigma \!\,} multiplikativna – kar pomeni, da če sta {\displaystyle a\!\,} in {\displaystyle b\!\,} dve tuji celi števili, velja {\displaystyle \sigma (ab)=\sigma (a)\ \sigma (b)\!\,}. Da ta formula velja, mora vsota deliteljev števila vsebovati samo število in ne samo njegove prave delitelje. Število je popolno, če in samo če je vsota njegovih deliteljev enaka dvakratniku števila.
Drugi del izreka (del, ki ga je dokazal že Evklid) neposredno sledi iz značilnosti multiplikativnosti – vsako Mersennovo praštevilo da sodo popolno število. Kadar je {\displaystyle 2^{p}-1\!\,} praštevilo, velja:
{\displaystyle \sigma (2^{p-1}(2^{p}-1))=\sigma (2^{p-1})\sigma (2^{p}-1)\!\,.}
Delitelji števila {\displaystyle 2^{p-1}\!\,} so {\displaystyle 1,2,4,8,\ldots ,2^{p-1}\!\,}. Vsota teh deliteljev je geometrična vrsta, katere vsota je enaka {\displaystyle 2^{p}-1\!\,}. Ker je {\displaystyle 2^{p}-1\!\,} praštevilo, sta njegova edina delitelja 1 in število samo, tako da je vsota njegovih deliteljev enaka {\displaystyle 2^{p}\!\,}.
To se združi kot:
{\displaystyle {\begin{aligned}\sigma (2^{p-1}(2^{p}-1))&=\sigma (2^{p-1})\sigma (2^{p}-1)\\&=(2^{p}-1)(2^{p})\\&=2(2^{p-1})(2^{p}-1)\!\,.\end{aligned}}}
Tako je {\displaystyle 2^{p-1}\left(2^{p}-1\right)\!\,} popolno število.
Na drugi strani se predpostavi, da je dano sodo popolno število in ga delno deli kot {\displaystyle 2^{k}x\!\,}, kjer je {\displaystyle x\!\,} lih. Da je {\displaystyle 2^{k}x\!\,} popolno število, mora biti vsota njegovih deliteljev dvakratnik njegove vrednosti:

| {\displaystyle 2^{k+1}x=\sigma (2^{k}x)=(2^{k+1}-1)\sigma (x)\!\,.} | \| \| \| \| \| \| \| \| | (∗) |
|                                                                     |                         |     |
|                                                                     |                         |     |
Lihi prafaktor {\displaystyle 2^{k+1}-1\!\,} na desni strani enačbe (∗) je enak vsaj 3 in mora deliti {\displaystyle x\!\,}, edini lihi prafaktor na levi strani, tako da je {\displaystyle y=x/(2^{k+1}-1)\!\,} pravi delitelj {\displaystyle x\!\,} Če se obe strani enačbe (∗) delita s skupnim faktorjem {\displaystyle 2^{k+1}\!\,} in upoštevata znana delitelja {\displaystyle x\!\,} in {\displaystyle y\!\,} števila {\displaystyle x\!\,}, izhaja:
{\displaystyle 2^{k+1}y=\sigma (x)=x+y+{\text{drugi delitelji}}=2^{k+1}y+{\text{drugi delitelji}}\!\,.}
Da ta enakost velja, ne more biti drugih deliteljev. Zato mora biti {\displaystyle y=1\!\,}, {\displaystyle x\!\,} pa mora biti praštevilo oblike {\displaystyle 2^{k+1}-1\!\,}